# Polo penitenziario di Rebibbia
Il polo penitenziario di Rebibbia, noto semplicemente come carcere di Rebibbia, è un istituto penitenziario di Roma sito in zona Rebibbia nel quartiere Ponte Mammolo, costituito da quattro complessi carcerari indipendenti fra loro, di cui tre maschili ed uno femminile.
Considerandolo come un tutt'uno, si tratta del carcere con maggiore capienza d'Italia con una capacità complessiva regolamentare pari ad oltre 2 000 detenuti.

## Storia
Il primo ambiente del polo penitenziario è stata la casa penale (poi casa di reclusione) inaugurata nel 1946 e seguita negli anni '50 dalla casa circondariale femminile, inizialmente amministrata dalle suore vincenziane e in seguito dal 1979 dalle vigilatrici penitenziarie.
Nel corso degli anni '60 fu poi progettata dall'architetto Sergio Lenci la casa circondariale intitolata in seguito a Raffaele Cinotti, realizzata a partire dal 1965 ed inaugurata nel 1971. Successivamente nel 1992 fu inaugurato il quarto istituto penitenziario di Rebibbia, denominato III casa.
Il 23 novembre 1986 Jean-Claude Myszka e Patrick Gaye dirottarono un'eliambulanza dell'ospedale San Camillo di Roma per far evadere André Bellaïche, franco-tunisino divenuto noto per diverse rapine spettacolari con la Gang des postiches, e il suo compagno di cella, il terrorista Gianluigi Esposito, a cui si sarebbe dovuto aggiungere Luciano Cipollari. L'elicottero atterrò nel campo sportivo di Rebibbia, portando Bellaïche ed Esposito verso la libertà; i quattro furono poi arrestati poche settimane dopo a Yerres. Un ulteriore tentativo di fuga fu eseguito nel 1987 da alcuni membri delle Brigate Rosse, che per un mese scavarono con attrezzi di fortuna un tunnel (profondo cinque metri, lungo 10 e largo circa 50 centimetri), venendo tuttavia scoperti ad appena tre metri dalla meta.

## Descrizione

### Casa circondariale Raffaele Cinotti
La casa circondariale Raffaele Cinotti, definita anche come Nuovo Complesso, è la principale componente del complesso penitenziario e ha una capacità regolamentare di 1 178 posti. Dispone di 351 stanze singole e 319 stanze multiple, per una superficie coperta di circa 27 ettari.

### Casa di reclusione di Roma Rebibbia
La casa di reclusione di Roma Rebibbia ha una capacità regolamentare di 445 posti ed ospita detenuti appartenenti a diverse tipologie tra cui detenuti a regime ordinario in esecuzione di condanna definitiva, detenuti minorati psichici e detenuti ammessi al lavoro all'esterno.
L'istituto è composto da tre padiglioni ciascuno suddiviso verticalmente in due sezioni per un totale di sei sezioni delle quali quattro destinate ai detenuti comuni del circuito a media sicurezza mentre una ospita i detenuti ammessi al lavoro esterno.

### Casa circondariale di Roma Rebibbia femminile - Germana Stefanini
La casa circondariale di Roma Rebibbia femminile - Germana Stefanini è l'unico istituto penitenziario femminile del complesso e ha una capacità regolamentare di 275 posti.

### Casa circondariale di Roma Rebibbia III casa
La casa circondariale di Roma Rebibbia III casa ha una capacità regolamentare di 172 posti ed ospita prevalentemente detenuti affetti da patologie da dipendenza non più in atto in regime di istituto a custodia attenuata (ICATT).
L'edificio è articolato su quattro livelli.

## Detenuti illustri
- Mehmet Ali Ağca (1958), terrorista turco
- Pietro Aglieri (1959), mafioso italiano
- Gianni Alemanno (1958), politico italiano
- Barbara Balzerani (1949-2024), terrorista italiana
- Giovanni Brusca (1957), mafioso e poi collaboratore di giustizia italiano
- Salvatore Buzzi (1955), criminale italiano
- Massimo Carminati (1958), criminale e terrorista italiano
- Marcello Colafigli (1953), mafioso italiano
- Salvatore Cuffaro (1958), politico italiano
- Enrico De Pedis (1954-1990), mafioso italiano
- Marcello Dell'Utri (1941), politico e dirigente d'azienda italiano
- Massimiliano Fachini (1942-2000), terrorista italiano
- Prospero Gallinari (1951-2013), terrorista italiano
- Maurizio Giugliano (1962-1994), serial killer italiano
- Michele Greco (1924-2008), mafioso italiano
- Gianni Guido, (1956), criminale italiano
- Raffaele Imperiale (1974), mafioso e poi collaboratore di giustizia italiano
- Sylvie Lubamba (1972), showgirl, modella e attrice italiana
- Toni Negri (1933-2023), filosofo, politologo, attivista, saggista, accademico e politico italiano
- Cesare Previti (1934), politico e avvocato italiano
- Goliarda Sapienza (1924-1996), scrittrice e attrice italiana
- Silvio Scaglia (1958), ingegnere, imprenditore e dirigente d'azienda italiano
- Pasquale Scotti (1958), mafioso italiano
- Bruno Seghetti (1950), terrorista italiano
- Michele Senese (1957), mafioso italiano
- Claudio Sicilia (1948-1991), mafioso e poi collaboratore di giustizia italiano
- Salvatore Striano (1972), attore italiano
- Renato Vallanzasca (1950), criminale italiano
- Denis Verdini (1951), politico italiano
- Francesco Schettino (1960), ex capitano di nave da crociera

## Nella cultura di massa
La scrittrice Goliarda Sapienza, detenuta del carcere, pubblicò nel 1983 un romanzo autobiografico sulla sua esperienza a Rebibbia intitolato L'università di Rebibbia.
Nel 2007 l'artista Fabio Mauri ha presentato presso la galleria Il Ponte di Roma l'opera Rebibbia, una cassettiera proveniente dal carcere con sportelli in ferro semichiusi che rappresentano una serie di vite vissute e scomparse su cui è proiettato il film Ballata di un soldato di Grigorji Čuchraj.
Il carcere ha ospitato nel 2011 le riprese del film Cesare deve morire, diretto fa Paolo e Vittorio Taviani ed insignito dell'Orso d'oro al Festival di Berlino 2012 e di cinque David di Donatello 2012.
Il complesso penitenziario è stato visitato da diverse personalità illustri tra cui: i papi Benedetto XVI (nel 2011) e Francesco (nel 2024), il Presidente della Repubblica Italiana Sergio Mattarella, i segretari dei Radicali Italiani Rita Bernardini e Marco Pannella, lo scrittore Erri De Luca.